# Національна дорога 55 (Польща)
Національна дорога № 55 (пол. Droga krajowa nr 55, DK55) — дорога державного значення класу G, що проходить через Поморське та Куявсько-Поморське воєводства. Починається в місті Новий Двір Гданський на перехресті з національною дорогою № 7. Далі вона пролягає через Мальборк (де перетинає Ногат на спільній ділянці з національною дорогою № 22) та Штум, Квідзин і Грудзьондз. Біля Ґрудзьондзя він проходить під віадуком Амберської автомагістралі, без можливості виїзду на автомагістраль. Закінчується в Стольному, перетинається з DK91.

## Допустиме навантаження на вісь
З 13 березня 2021 року дозволено рух транспортних засобів з навантаженням на одну ведучу вісь до 11,5 тонн на всій протяжності дороги, крім окремих місць, позначених знаком заборони В-19.

## Важливі міста на маршруті 55
- Новий Двур-Ґданський: DK7 E28 E77, DW502
- Мальборк: DK22
- Штум: DW516, DW517, DW603
- Брахлево: DW524, DW529
- Квідзин: DK90, DW521
- Гардея: DW523, DW532
- Грудзьондз: A1 E75, DK16, DW498
- Стольно: DK91